# Byrapura, Narasimharajapura
Byrapura là một làng thuộc tehsil Narasimharajapura, huyện Chikmagalur, bang Karnataka, Ấn Độ.